# یوهان کنخویس
یوهان کنخویس (انگلیسی: Johan Kenkhuis؛ زادهٔ ۷ مهٔ ۱۹۸۰) ورزشکار ورزش شنا اهل پادشاهی هلند است.
وی در مسابقات کشوری و بین‌المللی در مجموع برندهٔ ۶ مدال طلا، ۴ مدال نقره، ۴ مدال برنز شده‌است.